# CrowdStrike
CrowdStrike Holdings, Inc. — компания, работающая в сфере информационной безопасности.
Основана в 2011 году Джорджем Курцем (CEO), Дмитрием Альперовичем (CTO) и Греггом Марстоном.
Вышла на IPO в июне 2019 года.
В 2024 г. отчёты компании помогли Минюсту США предъявить обвинения пяти китайским военным хакерам в экономическом кибершпионаже против корпораций США. Фирма также раскрыла деятельность группы Energetic Bear , которая проводила разведывательные операции, прежде всего в энергетическом секторе. 
В июле 2024 года обновление CrowdStrike’s Falcon Driver, продукта компании, привело к сбою в работе компьютерных систем во многих странах.